# Soul of Rain
Soul of Rain (укр. "Душа дощу") – український симфо / хеві метал гурт, створений 12 лютого  2018 року в Харкові. За версією  англомовного сайту Rockn'Heavy, «Soul of Rain», увійшов до ТОП 10 «шалено потужних пісень найкращих українських метал-груп»,що записані під час російсько-української війни.

## Назва
15.05.2022. Прямий ефір «Громадського радіо». «Soul of Rain» інтерв'ю з Андрієм Куликовим: «Щойно вони видали нову пісню «Місто герой», вона музично відрізняється від того, що пише «Soul of Rain» … але вона духовно, душевно… вона у тяглості нашого спротиву, у міцності нашого спротиву… і коли в прямому етері, разом зі мною її слухають тисячі, можливо десятки тисячі людей, то у мене навертаються сльози на очі…»
«Soul of Rain» - душа дощу, у назві гурту використано алітерацію, для емоційного  поглиблення змістового зв'язку, до якого  прагнуть в текстах пісень учасники команди.

## Історія гурту
Історія створення гурту розпочалася в місті Ізюм, Харківської області. Це «мала батьківщина» лідера та засновника колективу Дмитра Бондаренка. У 14 років,  він учень музичної школи, отримує запрошення грати в місцевому хеві-метал гурті «Rain» бас-гітаристом. Після закінчення музичної школи з відзнакою, Дмитро Бондаренко переїздить до Харкова, вступає  до НТУ «ХПІ» та продовжує грати у гуртах «Inspiration of mortal», «Rasen», «Mythmakers».
Зимою 2018 року, після знайомства з випускницею Харківського національного університету мистецтв  імені І.П. Котляревського, басисткою Наталією Джулай, приймає рішення зібрати власний бенд. Вони мріють втілити дух «справжнього» хеві- та симфо-металу, що був головним у ізюмському «Rain», гурт на той час вже перестав існувати. Назву для колективу шукали співзвучну - «RAINcarnatioN» - не підійшло, вже існував такий гурт. Тоді Наталія Джулай пропонує «Soul of Rain» - саме так називають новий бенд.

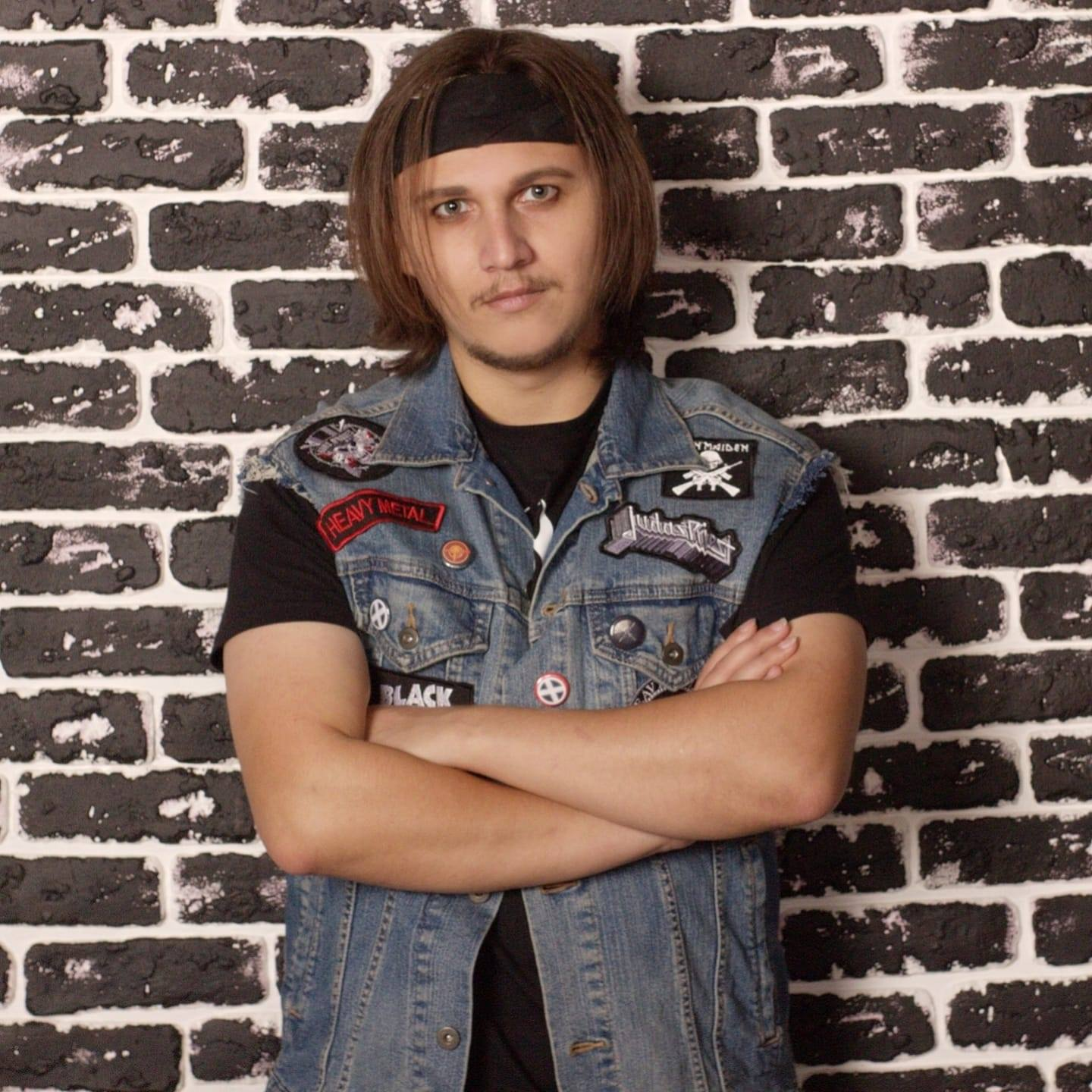
Дмитро Бондаренко - лідер гурту

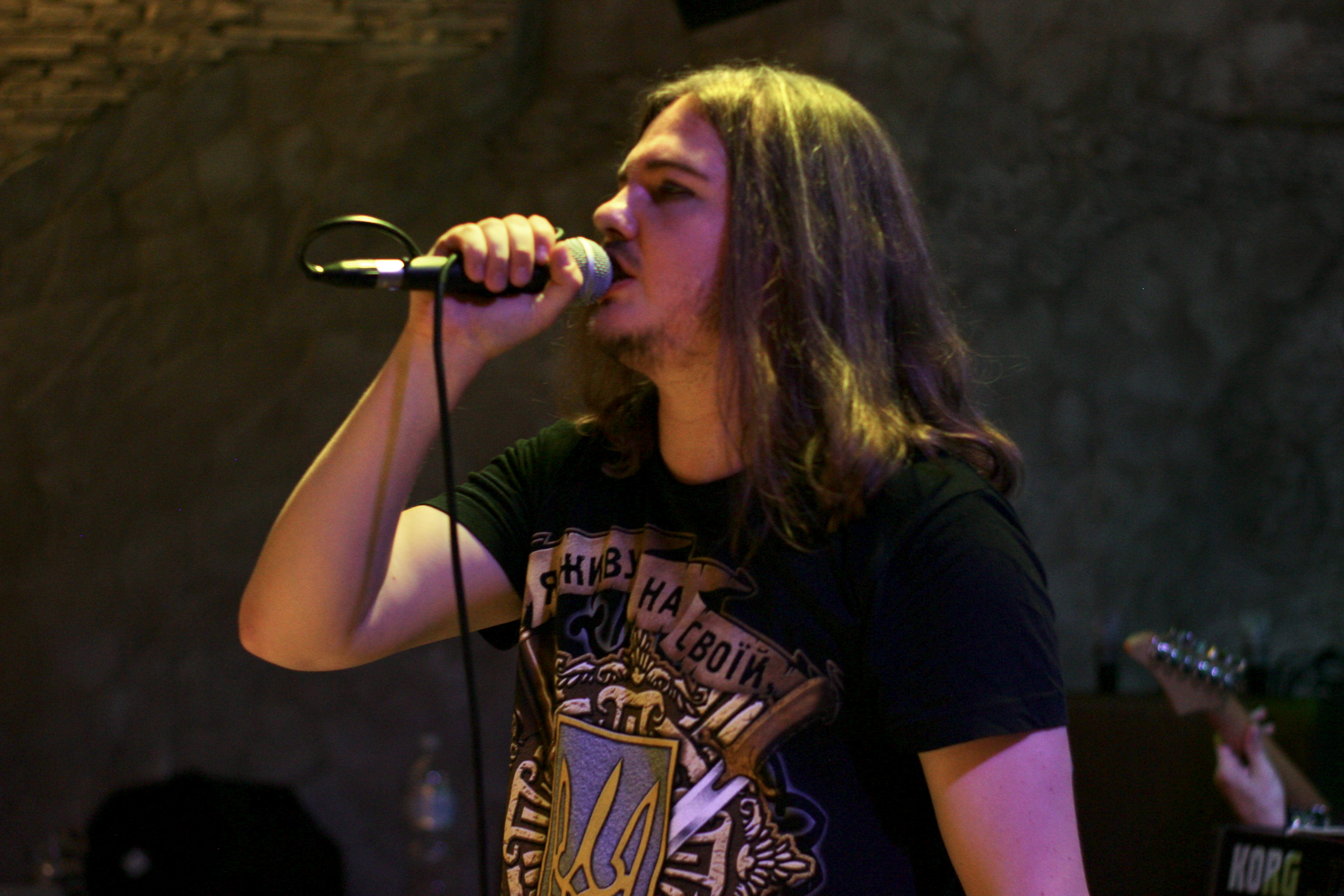
Василь Третьяков - вокал

До складу «Soul of Rain» входять: Дмитро Бондаренко, гітара, лідер та засновник гурту. Анна Клочко – клавішні, вчилась на радіотехнічному факультеті Харківського національного університету імені В.Н. Каразіна,  грала в панк, хеві, поп-рок колективах: «Degrees» м. Слов'янськ, «Легенда» (Харків),  «Engine», «RebelYel», Віктор Аверін-гітара, молодий, але дуже перспективний гітарист. Вокалістом і саундпродюсером є Василь Третьяков, випускник консерваторії  ім. П.І. Чайковського (клас гобою) як класичний музикант брав участь у міжнародних проєктах, мультиінструменталіст.Бас-гітарист  Олександр Чуб - досвідчений музикант, який знає, що таке хеві-метал. Ударник гурту Олександр Пивоваров -  мультиінструменталіст, крім гри на барабанах займається вокалом, звукозаписом та аранжуванням. 
У 2019 році гурт «Soul of Rain» записує перший альбом підназвою «RAINcarnatioN», до нього входить 4 пісні гурту «Rain». У квітні 2022 року на американському сайті «Rockn'Heavy», вийшов матеріал: 10 потужних пісень кращих українських метал-гуртів. У топ увійшла пісня гурту «Soul of Rain»,«Військова». Пісні гурту у ротаціях: «Громадського радіо», «JamFM»,«радіо Байрактар» та інших.
«Soul of Rain» - молода харківська, патріотично налаштована команда, що активно записує пісні під час російсько-української війни .

## Дискографія

### Альбоми
- RAINcarnatioN (2019)
- Плач судьбы (2020)
- Игра на выживание (2022)
- Битва крізь віки (2023)

### Сингли
- Кто я? (2020)
- Прихована загроза (2021)
- Кривава вистава (2021)
- Герої не вмирають (2022)
- Дорога додому (2022)
- Поле бою (2022)

- «Військова» (2022) присвячена мужності Збройних Сил України: «Український народ особливий. Навіть  під час обстрілів та нальотів на українські міста харків'яни жартують про російських окупантів та пишуть пісні. Перемога близька і буде за нами! Ми написали цю пісню, щоб підняти дух наших військових та земляків. Поки ми єдині, перемогти нас неможливо!»[1]
- «Місто-герой», присвята Харкову, що потерпає від бомбардувань та обстрілів російських окупантів.

Ведучий Андрій Куликов … “коли я її слухаю… у мене навертаються сльози…“

### Відеокліпи
Кривава вистава (2021)